# Шибко Андрій Володимирович
Андрій Володимирович Шибко (нар. 13 січня 1988, Кам'янець-Подільський, Хмельницька область, УРСР) — український футболіст, півзахисник.

## Клубна кар'єра
Вихованець клубу «Шахтар» (Донецьк), кольори якого захищав в юнацьких чемпіонатах України (ДЮФЛУ). Футбольну кар'єру розпочав 20 серпня 2005 року в складі донецького «Шахтаря-3». Спочатку виступав у третій та другій команді гірників, допоки 17 червня 2007 року не дебютував у Вищої ліги в поєдинку проти запорізького «Металурга». Влітку 2008 року відправився в оренду до кіровоградської «Зірки», а влітку 2010 року — до «Фенікс-Іллічовця». На початку 2011 року став гравцем вінницької «Ниви». Проте вже у вересні 2011 року повернувся до кіровоградської «Зірки», яку залишив по завершенні першої частини сезону 2012/13 років. Потім повернувся до рідного Кам'янця-Подільського, де виступав за місцевий аматорський колектив «Атланта». У 2015 році виступав за «Агробізнес» (Волочиськ), проте по ходу сезону приєднався до коломийських «Карпат». Після розформування «Карпат» перейшов до новоствореного «Покуття».

## Кар'єра в збірній
З 2004 по 2006 рік виступав у юнацьких збірних України U-17 та U-19.

## Досягнення
- Вища ліга України
  -  Срібний призер (1): 2007